# Sabeer Bhatia
Sabeer Bhatia (सबीर भाटिया; Chandigarh, 30 dicembre 1968) è un informatico indiano cofondatore di Hotmail.
Dopo i primi due anni al Birla Institute of Technology and Science in India, si è trasferito al California Institute of Technology dove ha conseguito la sua laurea.
Ha ottenuto un master alla Stanford University, e ha lavorato brevemente per la Firepower Systems. È stato assunto da Apple Computer dove ha conosciuto Jack Smith, l'altro cofondatore di Hotmail.
Ha venduto Hotmail alla Microsoft per 400 milioni di dollari.